# Frein à l'endettement (Allemagne)
En raison d'un endettement national au-dessus des 60 % stipulés dans le Traité de Maastricht, causé principalement par les paiements forts pour l'Allemagne de l'Est après la réunification allemande, le gouvernement de la République fédérale d’Allemagne a décidé d'introduire un frein à l'endettement à la fin des années 2000.

## Explication
En 2009, le frein à l'endettement est approuvé par le Bundestag et le Bundesrat avec une majorité de deux tiers. Cette décision doit mener à des budgets publics sans déficits structurels (Länder, États fédérés) ou à un déficit très limité (0,35 % du PIB pour l'État fédéral dans son ensemble). Pour l'introduction d'un frein à l'endettement, un changement constitutionnel était nécessaire : le frein d'endettement est actuellement fixé par l’article 109, paragraphe 3, de la Loi fondamentale. 
Entretemps, quelques Länder ont adopté le frein d'endettement dans leurs constitutions régionales. Avec ce système, le déficit structurel fédéral, et non le déficit conjoncturel, ne doit plus surmonter 0,35 % du PIB à partir de 2016. Pour les Länder, des déficits structurels sont totalement prohibés à partir de 2020. Les seule exceptions peuvent être constituées par des catastrophes naturelles ou des récessions exceptionnellement fortes. 
L'Allemagne a ainsi réalisé des excédents budgétaires sur l'ensemble de l'État à partir de 2012 et s’est avérée capable de réduire ses dettes de 82,5 % à 74,8 % de son PIB. Le pays a continué en réalisant un excédent budgétaire de 18,0 milliards d’euros, soit 0,6 % du PIB, en 2014. De telles performances signifient que la dette de l’Allemagne ne grossit plus mais au contraire se rétracte.